# (987) Wallia
(987) Wallia es un asteroide perteneciente al cinturón de asteroides descubierto el 23 de octubre de 1922 por Karl Wilhelm Reinmuth desde el observatorio de Heidelberg-Königstuhl, Alemania.
Está posiblemente nombrado por una chica del calendario Lahrer Hinkender Bote.